# 沙湾还阳参
沙湾还阳参（学名：Crepis shawuanensis）为菊科还阳参属的植物，是中国的特有植物。分布于中国大陆的新疆等地，生长于海拔1,750米的地区，见于向阳山坡，目前尚未由人工引种栽培。